# Nemocnice Motol (metropolitana di Praga)
Nemocnice Motol è una stazione della linea A della metropolitana di Praga. È il capolinea occidentale della linea.

## Storia
La stazione è stata attivata il 6 aprile 2015.

## Strutture e impianti
La stazione, progettata dall'architetto Pavel Sýs, è in superficie ed è dotata di 2 binari, serviti da altrettante banchine.

## Servizi
La stazione ha 2 uscite ed è dotata di ascensori per le persone a mobilità ridotta.
- Biglietteria

## Interscambi
- Fermata autobus (linee 167, 168, 174, 180, 184, 304, 347, 365 e 380)[3]